# Lachenalia isopetala
Lachenalia isopetala là một loài thực vật có hoa trong họ Măng tây. Loài này được Jacq. mô tả khoa học đầu tiên năm 1797.